# Shoaib Akhtar
Shoaib Akhtar (født d. 13. august 1975 i Rawalpindi, Punjab) er en pakistansk cricketspiller.
Han har sat verdensrekord ved to gange at kaste over 160 km/t og kaldes derfor "The Rawalpindi Express".